# Găești
Găești é uma cidade da Romênia com 16.598 habitantes, localizada no județ (distrito) de Dâmbovița.